# NGC 6155
NGC 6155 (другие обозначения — UGC 10385, MCG 8-30-13, ZWG 251.18, IRAS16247+4828, PGC 58115) — спиральная галактика (Sc) в созвездии Геркулес.
Этот объект входит в число перечисленных в оригинальной редакции «Нового общего каталога».